# Oeste Futebol Clube
Pour les articles homonymes, voir Oeste.
Maillots
Actualités
Dernière mise à jour : 10 avril 2020.
Oeste Futebol Clube ou bien Oeste comme il est souvent appelé est une équipe de football brésilienne  de la ville de Itápolis dans l'État de São Paulo. Le Brésilien Renan Freitas (en) est l'entraineur depuis décembre 2018.
Il a été créé le 25 janvier 1921 et son stade est l'Estádio Municipal dos Amaros, qui ne contient que 10 000 spectateurs mais il joue davantage au Estádio Municipal Prefeito José Liberatti, à Osasco. L'équipe joue avec des maillots noir et rouge, shorts noirs et chaussettes rouges.

## Anciens joueurs
- Daniel Gigante